# Episodi di The L Word (seconda stagione)
La seconda stagione della serie televisiva The L Word, composta da tredici episodi, è stata trasmessa sul canale statunitense via cavo Showtime dal 20 febbraio al 15 maggio 2005.
In Italia, la stagione è andata in onda in prima visione sul canale satellitare Jimmy.
| nº | Titolo originale    | Titolo italiano           | Prima TV USA     | Prima TV Italia |
| -- | ------------------- | ------------------------- | ---------------- | --------------- |
| 1  | Life, Loss, Leaving | L'amore va, l'amore viene | 20 febbraio 2005 |                 |
| 2  | Lap Dance           | Segui il tuo cuore        | 27 febbraio 2005 |                 |
| 3  | Loneliest Number    | Riapertura                | 6 marzo 2005     |                 |
| 4  | Lynch Pin           | Cambiamenti               | 13 marzo 2005    |                 |
| 5  | Labyrinth           | Nulla si può nascondere   | 20 marzo 2005    |                 |
| 6  | Lagrimas de Oro     | Lacrime                   | 27 marzo 2005    |                 |
| 7  | Luminous            | Propulsioni               | 3 aprile 2005    |                 |
| 8  | Loyal               | Fedele                    | 10 aprile 2005   |                 |
| 9  | Late, Later, Latent | Non è mai troppo tardi    | 17 aprile 2005   |                 |
| 10 | Land Ahoy           | Ahoy                      | 24 aprile 2005   |                 |
| 11 | Loud & Proud        | La parata                 | 1º maggio 2005   |                 |
| 12 | L'Chaim             | L'addio                   | 8 maggio 2005    |                 |
| 13 | Lacuna              | Un angelo in Terra        | 15 maggio 2005   |                 |